# 張昌国
張 昌国（チャン・チャングク、장창국、1924年9月9日 - 1996年12月27日）は大韓民国の軍人、政治家。本貫は仁同張氏。創氏改名による日本名は松本敏治。

## 人物
1924年、京城府に生まれる。父は朝鮮総督府の官吏であった。京畿中学校卒業。父は俸給が少なかったが、張の中学校の成績が5等以内なこともあり医科大学に行くよう勧めた。張は、全額官費の陸士の方が家の助けになり、また性格的に医科より陸士が合うと考え、陸軍士官学校第59期に入校。水泳は苦手であったが兵科は志望13番目の船舶兵に指定された。
1945年8月、在学中に終戦を迎え卒業扱いとなった。終戦時は沼津市の海岸で野営訓練中であった。8月末、韓国人生徒を長野県の部隊に集結させて帰還することになり、姜文奉や助教として勤務していた朴敬遠と共に長野県に向かった。学校側から80円の手当を受け、電車で下関市まで行きそこから船で帰国した。
1946年1月15日付で軍事英語学校卒業、任少尉（軍番10013番）。第1連隊教育課長。
1946年4月、警備士官学校の創設に任じ、副校長兼生徒隊長。
1946年11月、済州島に新設の第9連隊長。
1947年5月、総司令部作戦教育処長（少領）。
1948年7月、アメリカ陸軍歩兵学校に留学。
1949年6月、陸軍参謀学校の創設に任じ、副校長。
1950年6月10日、陸軍本部作戦教育局長。6月25日に朝鮮戦争が勃発すると前任の姜文奉大佐と交代勤務しながら戦局に対処した。
1950年9月1日、憲兵司令官。
1951年1月14日、一般参謀秘書長兼国民防衛局長。
1951年4月27日、第1軍団副軍団長。同年7月、第1軍団長代理。
1952年1月、第5師団長。8月、陸軍本部作戦局長。
1953年、駐アメリカ大使館付武官。
1955年、陸軍士官学校校長。
1956年、第1軍団長。
1957年、第2軍団長。
1959年、アメリカ陸軍大学卒業。
1960年4月、陸軍本部作戦参謀副長。同年、陸軍本部軍需参謀部長。
1961年5月、陸軍参謀次長。5・16軍事クーデター以降は戒厳行政部司令。
1962年、第2軍司令官。
1963年、第1軍司令官。
1965年、合同参謀会議議長、任大将。
1967年、予備役編入、水資源開発公社社長。
1968年、駐ブラジル・ベネズエラ大使。
1974年、第9代国会議員（維新政友会）。

## 勲章
- 乙支武功勲章
- 忠武武功勲章
- 花郎武功勲章
- 保国勲章統一章
- 保国勲章天授章
- レジオン・オブ・メリット - 1955年3月15日[14]
- レジオン・オブ・メリット - 1962年12月14日[15]